# Mormonia obvia
Mormonia obvia là một loài bướm đêm trong họ Noctuidae.